# حادثه کراوداسترایک ۲۰۲۴
از ساعت ۰۴:۰۹ (یوتی‌سی) در ۱۹ ژوئیه ۲۰۲۴، یک قطعی کامپیوتر صنایع مختلف در سراسر جهان بجز ایران، از جمله خطوط هوایی، فرودگاه‌ها، بانک‌ها، بازارهای سهام، خدمات پخش و مراکز اعزام اورژانس ۹۱۱ اختلال ایجاد کرد. این قطعی زمانی ایجاد شد که شرکت امنیت سایبری کراوداسترایک یک به‌روزرسانی معیوب برای نرم‌افزاری امنیتی که روی مایکروسافت ویندوز اجرا می‌شود، صادر کرد.

## زمینه
کراوداسترایک مجموعه‌ای از محصولات نرم‌افزاری امنیتی را برای مشاغل تولید می‌کند که برای محافظت از رایانه‌های یک شرکت در برابر حملات سایبری طراحی شده‌اند. محصول فالکون سنسور یک حسگر شبکه را در سطح سیستم‌عامل بر روی کامپیوترهای جداگانه برای شناسایی و جلوگیری از تهدیدات نصب می‌کند. وصله‌ها به‌طور معمول از طریق کراوداسترایک بین مشتریان و رایانه‌های آنها توزیع می‌شود تا تهدیدات حملات سایبری در حال ظهور را برطرف کنند.
عصر قبل از آپدیت معیوب، پلت‌فرم ابری اژر مایکروسافت دچار قطعی شد که برخی شرکت‌ها را تحت تأثیر قرار داد و دسترسی به حافظه آنها و برنامه‌های مایکروسافت ۳۶۵ را مسدود کرد. این دو حادثه را باور می‌کنند نامرتبط باشد؛ اما منجر به مشکلات مرکب برای مشتریان شرکت‌های آسیب دیده شده است.
در ساعت ۰۴:۰۹ (یوتی‌سی) ماشین‌های مجازی ویندوز در مایکروسافت اژر شروع به راه‌اندازی مجدد و خراب شدن کردند و در ساعت ۰۶:۴۸ موتور محاسباتی گوگل نیز این مشکل را گزارش کرد. در ساعت ۰۷:۱۵، گوگل تشخیص داد که خطا مربوط به آپدیت کراوداسترایک بوده است.
جورج کورتز، مدیر عامل کراوداسترایک تأیید کرد که یک به‌روزرسانی معیوب درایور منتشر شده توسط کراوداسترایک باعث این قطعی شده است.

## جزئیات فنی
به‌روزرسانی سنسور فالکون برای مایکروسافت ویندوز در ساعت ۰۴:۰۹ یوتی‌سی در ۱۹ ژوئیه ۲۰۲۴ شامل درایور هسته معیوب csagent.sys بود که باعث شد دستگاه‌های آسیب‌دیده وارد صفحه آبی مرگ با کد توقف PAGE_FAULT_IN_NONPAGED_AREA شوند. این باعث شد که ماشین‌ها در یک حلقه بوت یا در حالت بازیابی گیر کنند. میزبان‌هایی که از ویندوز ۷ یا ویندوز سرور ۲۰۰۸ آر۲ استفاده می‌کنند تحت تأثیر قرار نمی‌گیرند.
کراوداسترایک به‌روزرسانی محتوا را در ساعت ۰۵:۲۷ یوتی‌سی برگرداند، و دستگاه‌هایی که پس از معکوس شدن راه‌اندازی می‌شوند تحت تأثیر قرار نمی‌گیرند در ساعت ۰۹:۴۵ یوتی‌سی، مدیر عامل، جورج کرتز تأیید کرد که این اصلاح مستقر شده است.

## تأثیر بر اساس بخش
خاموشی در سراسر جهان تجربه شد. از آنجایی که بسیاری از سیستم‌های فناوری اطلاعات در سراسر جهان از ویندوز و نرم‌افزار کراوداسترایک استفاده می‌کنند، قطعی در بسیاری از بخش‌های تجاری گزارش شده است. بیش از ۱۰۰۰ پرواز در سراسر جهان لغو شدند، زیرا بخش مسافرت به‌طور کلی به‌طور گسترده تحت تأثیر قرار گرفته است. بر اساس برخی برآوردها، خطای کراوداسترایک تقریباً برای ۲۴ هزار مشتری مشکل ایجاد کرده است. تعیین تعداد رایانه‌های فردی که تحت تأثیر قرار گرفته‌اند دشوار است؛ زیرا بسیاری از مشتریان سازمان‌های بزرگ هستند. در سال ۲۰۲۱، تخمین زده شد که حدود ۴۷ درصد از شرکت‌های موجود در فهرست فرچون ۵۰۰ مشتریان کراوداسترایک بودند. کراوداسترایک در وب‌سایت خود ادعا می‌کند که نزدیک به ۶۰ درصد از شرکت‌های فورچون ۵۰۰ و بیش از نیمی از شرکت‌های فرچون ۱۰۰۰ را در میان مشتریان خود دارد.

### حمل و نقل هوایی

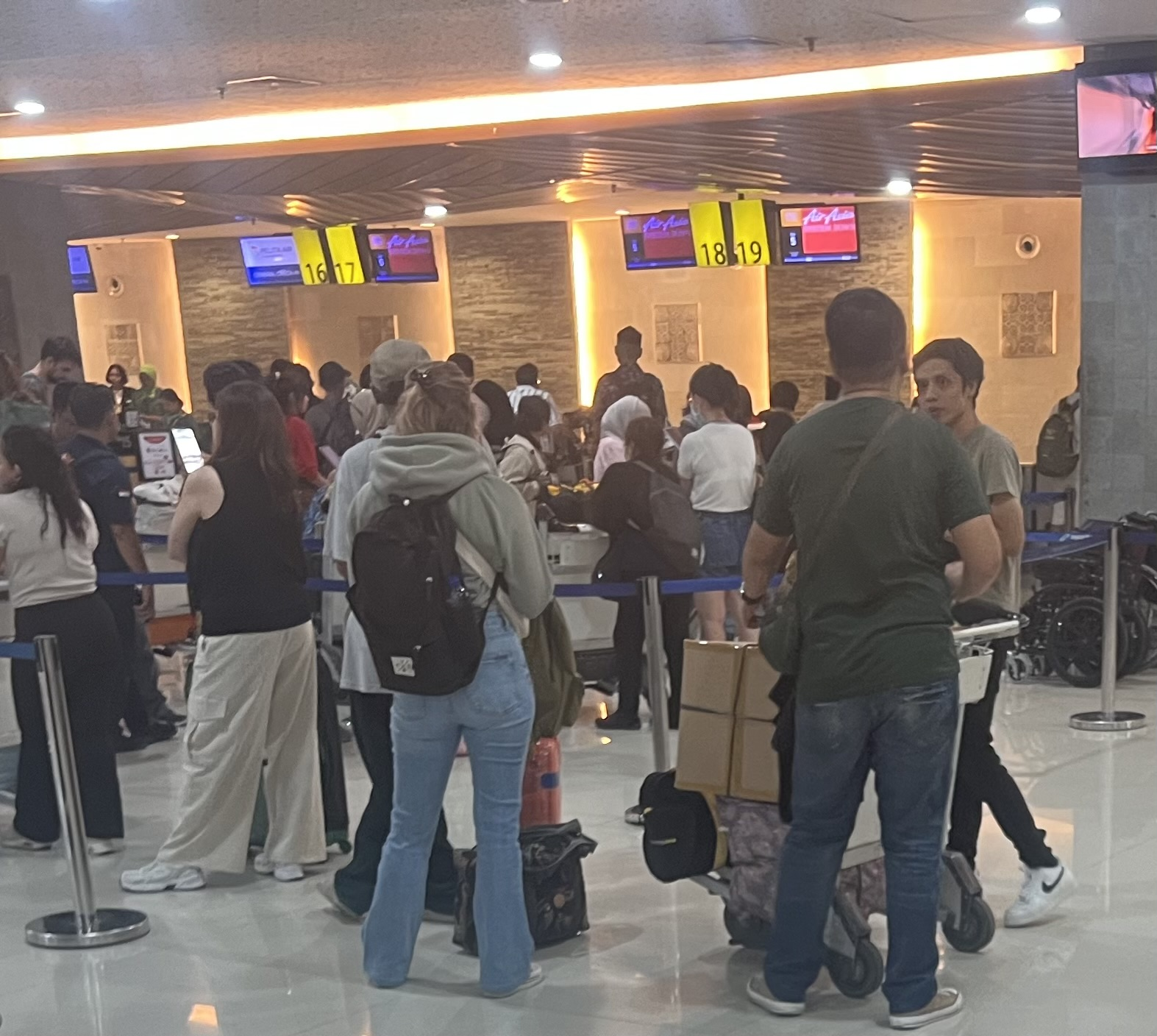
مسافران ایرآسیا در فرودگاه بین‌المللی انگوراه رای اندونزی در صف توقف در صف ایستادند. سیستم چک این ایرلاین تحت تأثیر قرار گرفت.

در آمریکای شمالی، یک توقف زمینی توسط یونایتد ایرلاینز، دلتا ایرلاینز و امریکن ایرلاینز صادر شد. پروازهای هوایی به پرواز خود ادامه خواهند داد، اما هیچ پرواز جدیدی انجام نخواهد شد. طبق اعلام FAA ، خطوط هوایی Allegiant نیز به دلیل این قطعی متوقف شد. حدود ۱۵۰۰ پرواز در آمریکا به دلیل این قطعی لغو شد. شرکت هواپیمایی کانادایی پورتر ایرلاینز تمامی پروازهای خود را لغو کرد.
خطوط هوایی بین‌المللی سوئیس ۳۰ درصد از پروازها را زمین گیر کرد. فرودگاه پراگ در چک، فرودگاه بوداپست در مجارستان و لوفت هانزا در آلمان مشکلاتی را تجربه کردند. رایان ایر گزارش داد که رزرو و پذیرش در دسترس نبود، و پروازهای آن از فرودگاه براتیسلاوا اسلواکی تحت تأثیر قرار گرفتند. هواپیماها اجازه فرود در فرودگاه زوریخ را نداشتند. ویز ایر این حادثه را عامل آفلاین بودن خدمات آنلاین خود دانست. شرکت هواپیمایی هلندی کاال‌ام بسیاری از فعالیت‌های خود را به حالت تعلیق درآورد و اعلام کرد که رسیدگی به پرواز با این مشکل غیرممکن است. فرودگاه براندنبورگ برلین برنامه‌ریزی کرد تا پروازها را تا ساعت ۸ (یوتی‌سی) متوقف کند. در بروکسل، کارمندان فرودگاه شارلوا به صورت دستی مسافران را بررسی کردند، اما سایر نرم‌افزارها تا ساعت ۱۰:۰۰ (یوتی‌سی+۲) مشکلات را برطرف کردند و کمترین تأخیر وجود داشت. فرودگاه‌های اسپانیا دچار اختلال شدند. اختلال در پروازها، به ویژه به و از بریتانیا، پیش‌بینی می‌شد، اما در حال حاضر در جزیره من بسیار کم است. فرودگاه شارل دوگل و فرودگاه اورلی نیز مشکلات مربوط به ورود و تعلیق پروازها را تجربه کردند.
فرودگاه بین‌المللی هنگ‌کنگ در هنگام ورود با تأخیر مواجه شد، عمدتاً برای مسافران شرکت حمل‌ونقل محلی هنگ‌کنگ اکسپرس، که با استفاده از تابلوهای دست‌نویس به کارکنان متوسل می‌شوند تا مسافران را به باجه‌های پذیرش مختلف هدایت کنند. اداره فرودگاه هنگ کنگ پاسخ اضطراری را پس از خرابی وبگاه‌های خطوط هوایی و چک-این خودکار فعال کرد. سیستم‌های رزرو خطوط هوایی محلی کاتای پاسیفیک، هنگ کنگ اکسپرس و هنگ کنگ ایرلاینز در دسترس نیستند.
ججو ایر و اسپرینگ ژاپن مشکلاتی را تجربه می‌کنند. جت استار ژاپن مجبور شد بسیاری از پروازها (عمدتا پروازهای داخلی) را لغو کند. برخی از کیوسک‌های خود چک در فرودگاه چانگی سنگاپور تحت تأثیر قرار گرفتند و خطوط هوایی را به تأخیر انداختند و مجبور کردند به چک‌این دستی تغییر دهند. پروازهای سبو اقیانوس آرام و فیلیپین ایرآسیا با تأخیر انجام شد. صف‌های طولانی در فرودگاه بین‌المللی نینیوی آکوئینو تشکیل شد.
تونس با وجود اختلالات موقت در فرودگاه از قطعی جهانی در امان ماند. ترکیش ایرلاینز برای جلوگیری از اختلال در پروازها، برخی از پروازهای خود را لغو کرد.
قطعی در خطوط هوایی ایندیا، ایندیگو، آکاسا ایر، اسپایس جت و ویستارا وجود داشت. در حین قطعی کارت پرواز دست‌نویس صادر می‌شد. وزارت هوانوردی غیرنظامی از شرکت‌های هواپیمایی و همچنین فرودگاه‌ها خواسته و دستور داد که در تهیه غذا و همچنین صندلی در صورت نیاز دلسوز باشند. از ساعت ۱۸:۱۴ آی‌اس‌تی (۱۲:۴۴ یوتی‌سی)، بیش از ۲۰۰ پرواز هند لغو شد که تنها تعداد پروازهای ایندیگو ۱۹۲ بود.

### حمل و نقل زمینی
اپراتور راه‌آهن مالزی کی‌تی‌ام‌بی تأیید کرد که سیستم فروش بلیط کی‌آی‌تی‌اس آن با مشکلات فنی مواجه است.

### مراقبت‌های بهداشتی
در اسرائیل، ستاره داوود سرخ و خط خدمات اورژانس آن، و همچنین چندین بیمارستان دولتی مانند شیبا، لانیادو و رامبام تحت تأثیر قرار گرفتند.
سرویس بهداشت ملی (ان‌اچ‌اس) گفت که این مسائل با برخی از خدمات خود، مانند جراحی‌های عمومی، که بر یک محصول نرم‌افزاری به نام EMIS Web متکی هستند، «در اکثر فعالیت‌های پزشک عمومی [انگلیسی] اختلال ایجاد. قادر به مشاهده و مدیریت سوابق پزشکی، صدور و مدیریت نسخه‌ها، یا قرار ملاقات نیست. رادیو منکس گزارش داد که جراحی‌های عمومی در جزیره من تحت تأثیر قرار گرفته است.
بهداشت عمومی اف‌پی‌اس در بلژیک تأیید کرده است که دو بیمارستان تحت تأثیر قرار گرفته‌اند و برنامه‌های آی‌تی اضطراری خود را فعال کرده‌اند. آنها همچنین اظهار داشته‌اند که هیچ تأثیری بر مراقبت، فقط بر پذیرش بیماران جدید وجود ندارد. مرکز ملی بحران در حال ارزیابی تأثیر در بلژیک بود و اعلام کرد که هیچ گزارشی مبنی بر مشکلات قابل توجه در بخش‌های امنیتی و زیرساخت‌های حیاتی ما (مانند نیروگاه‌ها یا بخش حمل‌ونقل) وجود ندارد. آنها همچنین از این موضوع که دو بیمارستان در بلژیک را تحت تأثیر قرار می‌دهد مطلع شدند.

### سرمایه‌گذاری
بانک‌های آفریقای جنوبی، از جمله بانک کاپیتک، با مشکلاتی مواجه بودند. چندین بانک اسرائیلی تحت تأثیر قرار گرفتند. بانک‌های فیلیپین مانند ریزال، متروبانک، لند بانک، بی‌دی‌او، یونیون‌بانک، بی‌پی‌اس، و سیستم‌های آنلاین پی‌ان‌بی به دلیل قطعی خاموش بودند. کیف پول‌های الکترونیکی مانند مایا و جی‌کش نیز در فیلیپین با مشکلاتی مواجه بودند. وب سایت و اپلیکیشن موبایل بانک دنیزبانک در ترکیه قابل دسترسی نیست.
آربی‌آی (بانک رزرو هند) در بیانیه‌ای اعلام کرد که تنها تعداد کمی از بانک‌ها از ابزارهای کراوداسترایک استفاده می‌کنند و بسیاری از سیستم‌های حیاتی اکثر بانک‌ها روی ابر اجرا نمی‌شوند، بنابراین تحت تأثیر قرار نمی‌گیرند. بانک مرکزی هند، بزرگ‌ترین بانک هند گزارش داده است که هیچ‌یک از خدمات آن به دلیل قطعی تحت تأثیر قرار نگرفته است. بر اساس ارزیابی آربی‌آی، تنها ۱۰ بانک و ان‌اف‌بی‌سی دارای اختلالات جزئی بودند که یا برطرف شده‌اند یا در حال حل و فصل هستند. همچنین اضافه شده است که سیستم‌های بانکی هند در برابر چنین قطعی ایزوله هستند و تنها چند اختلال جزئی را گزارش کرده‌اند. با این حال، ان‌اس‌ئی و بی‌اس‌ئی گفته‌اند که در میان گزارش‌های مربوط به اختلالات، تحت تأثیر قرار نگرفته‌اند.
در برزیل، بانک برادسکو نیز تأیید کرد که تحت تأثیر قرار گرفته است، و در طول صبح مشتریان می‌توانند وارد سیستم شوند و در ساعت ۱۲:۰۰ یوتی‌سی بانک دکمه ورود را غیرفعال کرد.

### رسانه و ارتباطات
شرکت‌های بزرگ فناوری اطلاعات در هند مانند تی‌سی‌اس، اینفوسیس، اورکل، نوکیا و بسیاری دیگر نیز با این قطعی مواجه هستند که در نتیجه هزاران مشکل ایجاد شده توسط کارمندان و دستگاه‌ها در بوت لوپ گیر کرده و قادر به بازیابی نیستند. تیم واکنش اضطراری رایانه‌ای هند، CERT-In، درجه‌بندی شدت این حادثه را «بحرانی» اعلام کرده است.
هنگامی که برخی از شرکت‌ها در نتیجه این حادثه به کارمندان خود اجازه دادند زودتر به خانه بروند، موضوع «از مایکروسافت برای تعطیلات زودهنگام تشکر می‌کنم» برای لحظه‌ای به محبوب‌ترین اصطلاح ویبو تبدیل شد. یونیورسال استودیو ژاپن اعلام کرد که به‌دلیل قطعی تعطیلی، در آخر هفته بلیت‌ها را از طریق باجه‌های فروش بلیط نمی‌فروشد. با این حال، بلیط‌ها همچنان به‌صورت آنلاین یا از طریق سایت‌های فروش بلیط تعیین‌شده فروخته می‌شوند.
این مشکل لپ‌تاپ‌های اداری دی‌پی‌جی مدیا بلژیک را تحت تأثیر قرار داد - که بر جی‌اوئی و رادیو کیوموزیک، بانک‌ها، خدمات پست، سازمان‌های دولتی تأثیر می‌گذارد. ارتباط تلفنی با خدمات شهری در آنتورپ نیز تحت تأثیر قرار گرفت. مرکز امنیت سایبری بلژیک اعلام کرد که تأثیر آن در بلژیک محدود است.
چندین کانال تلویزیونی فرانسوی که تحت تأثیر این مسائل قرار گرفته‌اند عبارتند از شبکه‌های تی‌اف۱، تی‌اف‌ایکس، ال‌سی‌آی و کانال+. شرکت ارائه‌دهنده خدمات تلفن و اینترنت بویگ تلکام نیز از در دسترس نبودن خدمات مشتریان خود در نتیجه قطعی خبر داده است.

## تأثیر بر اساس کشور

### آسیا

#### ایران، روسیه، کره شمالی
بنابر تحریم‌ها توسط آمریکا و عدم دسترسی به خدمات ابری و رایانشی شرکت مایکروسافت و نرم‌افزار کراوداسترایک این اختلال در این کشورها تأثیری نداشت. در عین حال رسانه‌های نزدیک به حکومت ایران موفقیت این امر را در توسعه شبکه ملی اطلاعات و بومی‌سازی اعلام کردند. اما به واقع این مصونیت تنها به دلیل عدم استفاده از سرویس‌های خارجی در اثر تحریم بود.

#### فیلیپین
کارکنان فناوری اطلاعات، بانک‌های بزرگ، مخابرات، رادیو و تلویزیون تحت تأثیر قرار گرفتند. سوپرمارکت‌ها به دلیل خرابی سیستم‌های پوز تحت تأثیر قرار گرفته‌اند.
وبگاه‌های دولتی فیلیپین، مانند وبگاه مجلس نمایندگان فیلیپین، به دلیل قطعی کار از کار افتادند.

#### دیگر
بسیاری از شرکت‌های سنگاپوری، از جمله خطوط هوایی سنگاپور، اسکوت، پست سنگاپور، بورس سنگاپور (اس‌جی‌ایکس)، اس‌پی‌اچ مدیا، سینگ‌تل، ام۱، گرب و بانک دی‌بی‌اس، سطوح مختلفی از مشکلات خدمات را در طول روز در ۱۹ ژوئیه گزارش کردند. دروازه‌های ورودی و خروجی بیش از ۱۸۵ پارکینگ تحت مدیریت هیئت مسکن و توسعه (HDB) نیز تحت تأثیر قرار گرفتند.

### اروپا

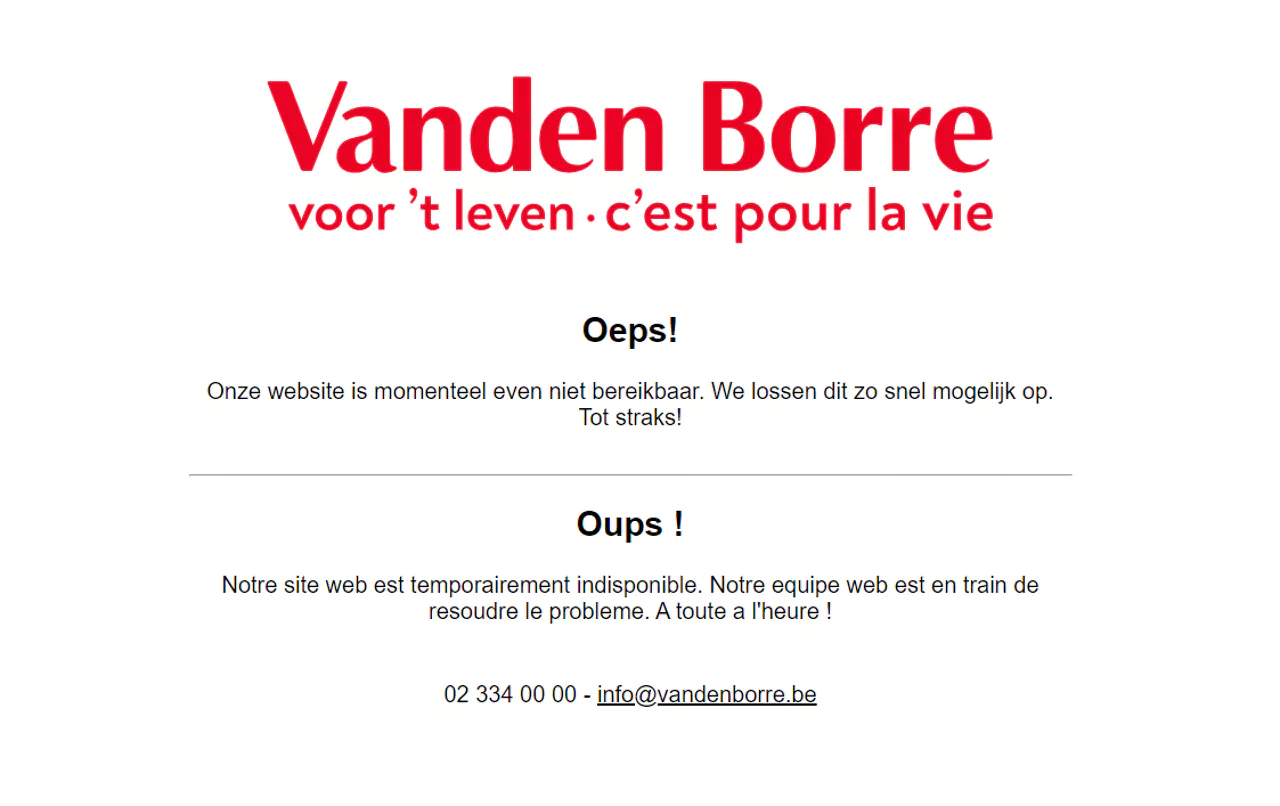
وبگاه خرده‌فروشی وندن بور به‌دلیل قطعی از کار افتاده است

#### فرانسه
عملیات بازی‌های المپیک تابستانی ۲۰۲۴ که قرار است یک هفته بعد به‌طور رسمی در پاریس، فرانسه آغاز شود، نیز تحت تأثیر قرار گرفته است. این حادثه یک روز پس از افتتاح دهکده المپیک رخ داد و برگزارکنندگان در حال رسیدگی به ورود ورزشکاران و نمایندگان بودند. کمیته سازماندهی گفت که یک طرح اضطراری فعال شده است و فقط تحویل لباس‌ها و اعتبارنامه‌ها تحت تأثیر قرار گرفته است. با این حال، این حادثه با بسته شدن میز تأیید صلاحیت در مرکز مطبوعات و بررسی‌های امنیتی به صورت دستی و با استفاده از فهرستی از نام‌ها، سرعت عملیات را کاهش می‌دهد.

#### آلمان
دو بیمارستان در لوبک و کیل عملیات غیر اورژانسی را لغو کردند. سوپرمارکت‌های زنجیره ای تیگات برخی از فروشگاه‌های خود را تعطیل کرده است. فرودگاه براندنبورگ برلین اعلام کرد که از حدود ساعت ۷:۰۰ صبح (یوتی‌سی+۲)، فرآیندهای عملیاتی تحت تأثیر «مشکلات آی‌تی در یک ارائه دهنده خارجی» قرار گرفتند. در حالی که جابجایی مسافران با محدودیت‌هایی ادامه داشت، تاخیرهایی به وجود آمد و برخی از پروازها مجبور شدند توسط شرکت‌های هواپیمایی لغو شوند. چندین شرکت هواپیمایی (یورووینگز، رایان‌ایر، ویولینگ و ترکیش ایرلاینز) در فرودگاه هامبورگ مجبور به صدور بلیط به‌صورت دستی شدند.

#### ایرلند
آیریش تایمز گزارش داد که چندین شرکت ایرلندی از جمله رایان‌ایر تحت تأثیر قرار گرفته‌اند. حمل و نقل برای ایرلند اعلام کرد که برنامه‌های آن به دلیل قطعی، قطع شده است. باشگاه‌های جی‌ای‌ای گزارش دادند که قادر به دسترسی به بلیط‌های تمام ایرلند نیستند.

#### هلند
مشاغلی که در هلند با مشکلاتی روبرو هستند شامل فرودگاه اسخیپول، بانک کی‌ان‌ای‌بی، ترانساویا ایرلاینز، کئولیس ندرلند، خدمات دولتی و بیمارستان‌ها شروع به لغو عملیات و کاهش مراقبت‌های پزشکی کرده‌اند.

#### اسپانیا
اینیر، مدیر کنترل ترافیک فرودگاه ملی، به یک اختلال فناوری اطلاعات در وبگاه و رسانه‌های اجتماعی خود اشاره کرده است. همه فرودگاه‌های اسپانیا اختلالات را گزارش کردند و دولت‌های منطقه‌ای آراگون، سرزمین باسک، کاستیا-لامانچا، کاتالونیا و گالیسیا مشکلاتی را در مورد خدمات مراقبت‌های بهداشتی خود گزارش کردند.

#### انگلستان
اسکای نیوز و همچنین سی‌بی‌بی‌سی بی‌بی‌سی، یک کانال تلویزیونی رایگان برای کودکان قادر به پخش زنده نبودند. چندین فرودگاه مشکلاتی را تجربه کردند، از جمله ادینبورگ، که تابلوهای خروج آن قفل کردند، و فرودگاه گتویک، که در آن اسکن خودکار بارکد کار نمی‌کرد و باید به صورت دستی بررسی می‌شد. شرکت‌های ریلی نیز تحت تأثیر قرار گرفتند. بورس اوراق بهادار لندن، در حالی که به‌طور عادی کار می‌کرد، نتوانست به روز رسانی اخبار را به وبگاه خود ارسال کند.